# Pholcus fagei
Pholcus fagei là một loài nhện trong họ Pholcidae. Loài này được phát hiện ở Oost-Afrika.